# 沙田政府合署

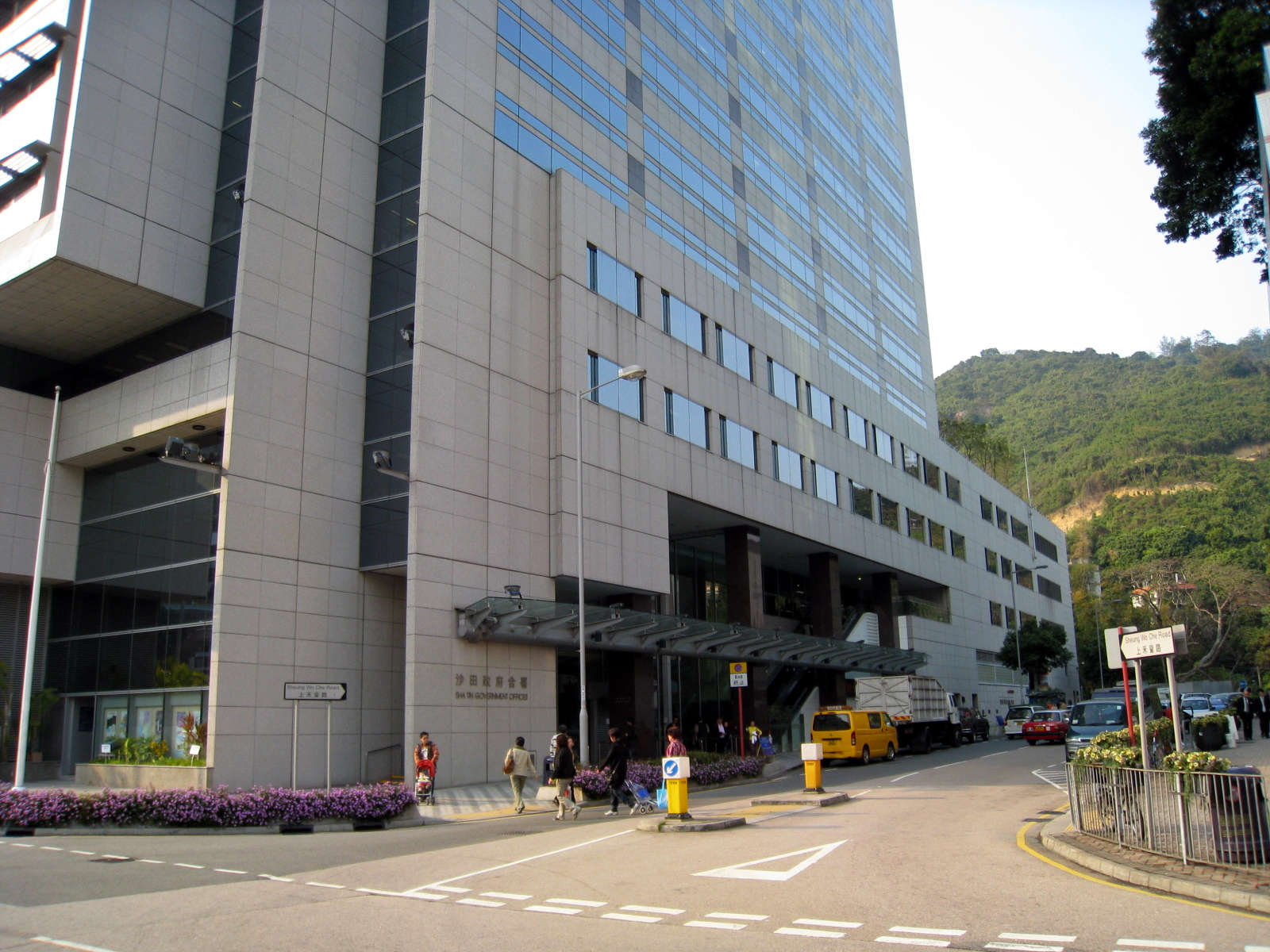
沙田政府合署

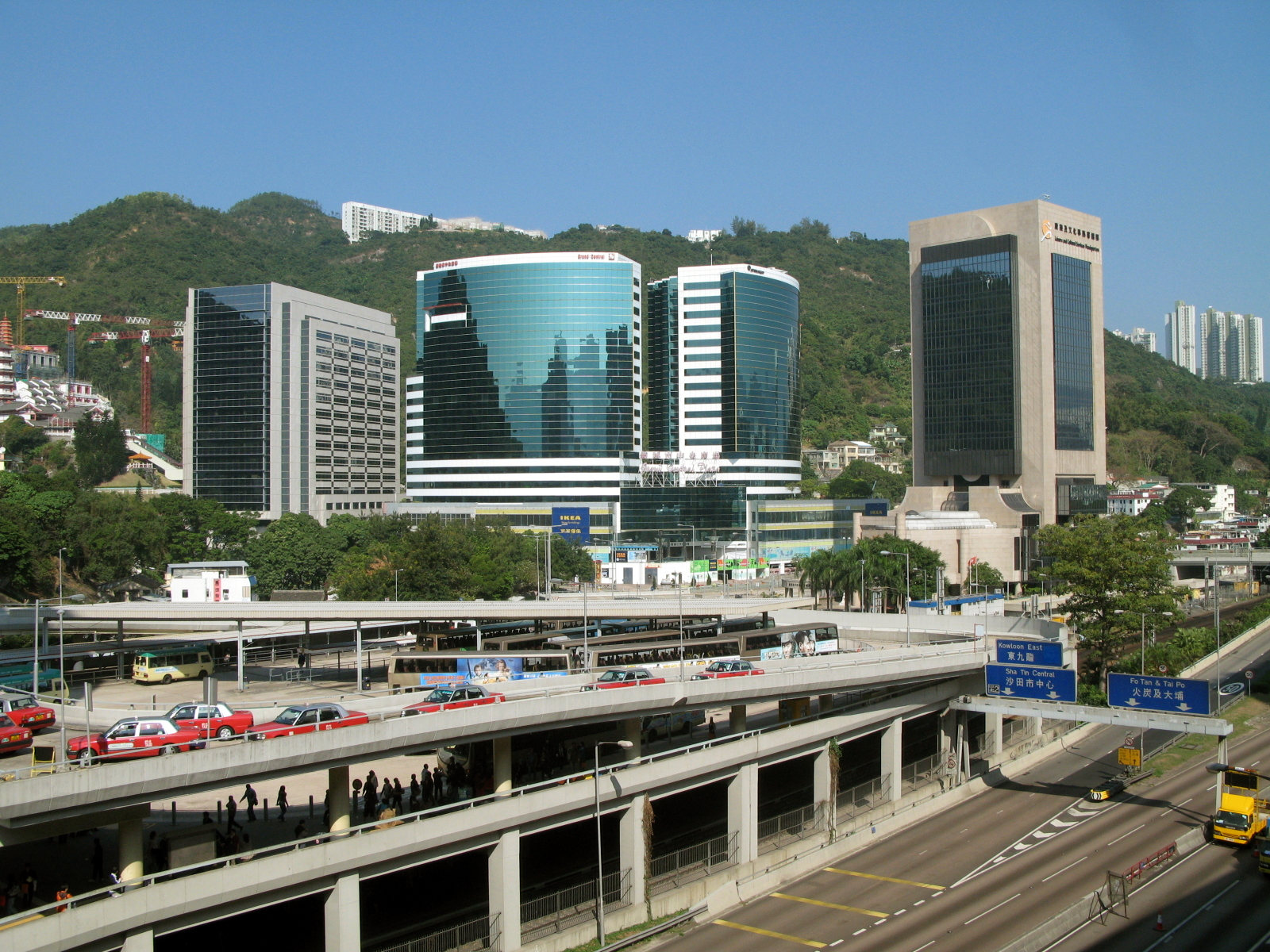
沙田政府合署（圖中左方的建築物）

沙田政府合署（英語：Sha Tin Government Offices），位於香港新界沙田上禾輋路1號，鄰近港鐵沙田站、新城市中央廣場、連城廣場、康樂及文化事務署總部。是新界區最大的政府聯用大樓，樓高16層，辦公樓面總面積33800平方米，在設計、間隔、建築和用料方面採取了一系列環保措施，並裝備有節能裝置，沙田政府合署的花園設於4樓平台，可以遠眺寶福山及萬佛寺一帶的景色。於2002年10月9日落成啟用，由時任財經事務及庫務局局長馬時亨主持開幕典禮，主要承辦商是香港建築有限公司。
沙田政府合署設有很多政府部門沙田區的辦事處，例如規劃署、勞工處、入境事務處、地政總署等，也有一些機構如消費者委員會、廉政公署於此大樓設置辦事處。沙田中央郵政局、康樂及文化事務署音樂事務處的沙田區音樂中心亦設於此大樓。沙田政府合署將18個政府部門從9個地點集合在一座大樓之中，這樣既增進辦事效率也方便了市民。
沙田政府合署落成前，部份政府部門於連城廣場設置沙田區的辦事處，直至2001年連城廣場業主九廣鐵路公司重新發展連城廣場為止。沙田政府合署落成後，政府可節省租用辦公室的開支大概每年7000萬港元。

## 交通

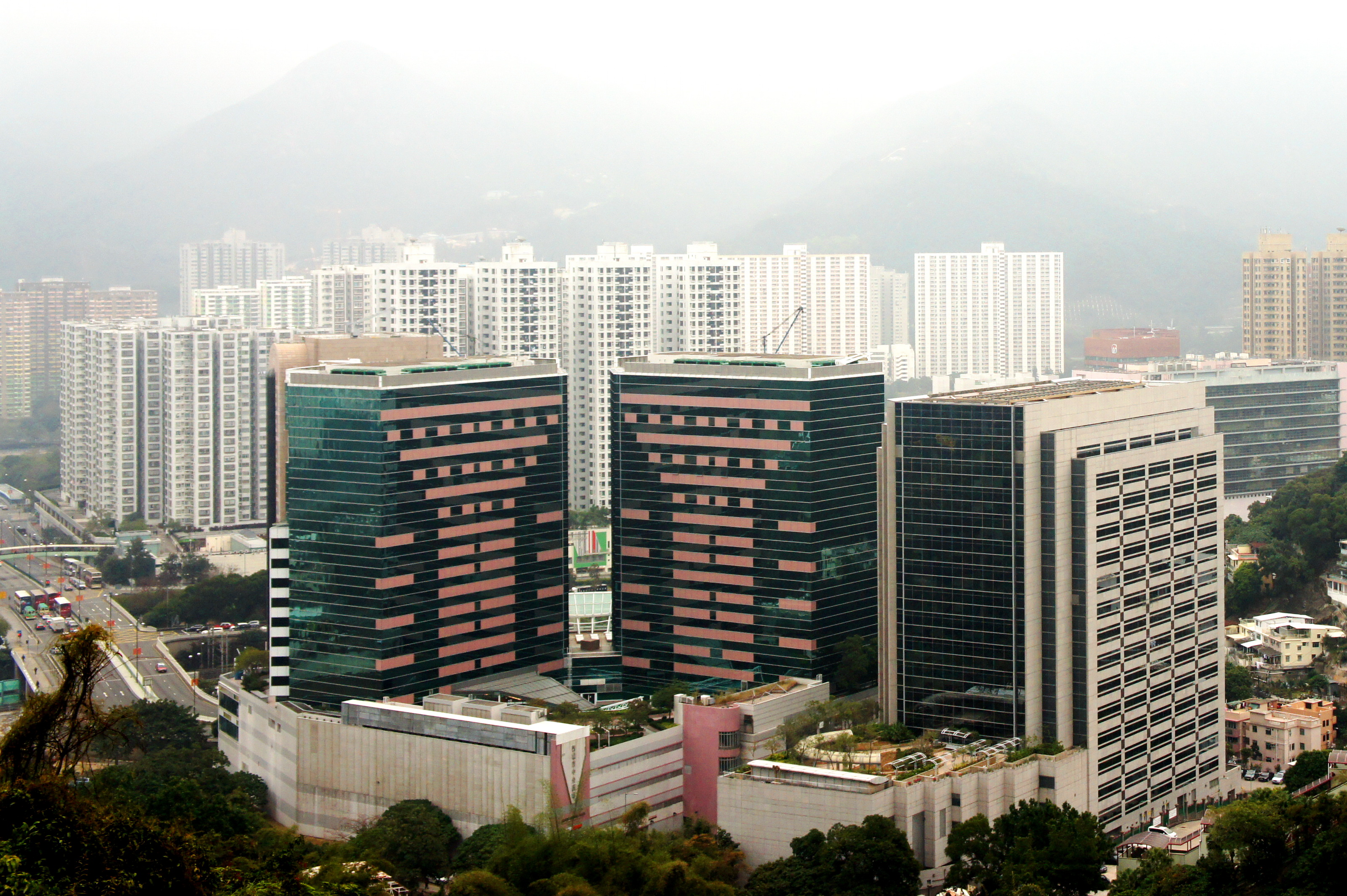
沙田政府合署的西北面外貌（右）

## 設在大樓的政府部門
- 勞工處
- 康樂及文化事務署音樂事務處的沙田區音樂中心
- 社會福利署
- 水務署
- 消費者委員會
- 廉政公署
- 沙田區議會
- 環境保護署
- 入境事務處
- 規劃署
- 地政總署
- 香港郵政
- 民政事務總署（包括沙田民政事務處及沙田區議會秘書處）
- 衛生署
- 運輸署

## 舊沙田政府合署
沙田政府合署原來位於銅鑼灣山路，由於該地的地積比率只有0.5，面積約為8,000平方米，但只提供約3,300平方米實用面積供地政總署、規劃署和拓展署三個部門設置辦事處，土地未獲充分利用。政府須租用私人或其他公共機構的地方以應付辦公地方不足的問題，部門的辦事處要分散設於不同地點。當時政府租用連城廣場共7800平方米的地方，但業主九廣鐵路公司在2001年重新發展而收回該處。新沙田政府合署落成後，舊沙田政府合署所在土地被嘉華地產購入並改建為豪宅項目嘉御山（The Great Hill）。

## 實景

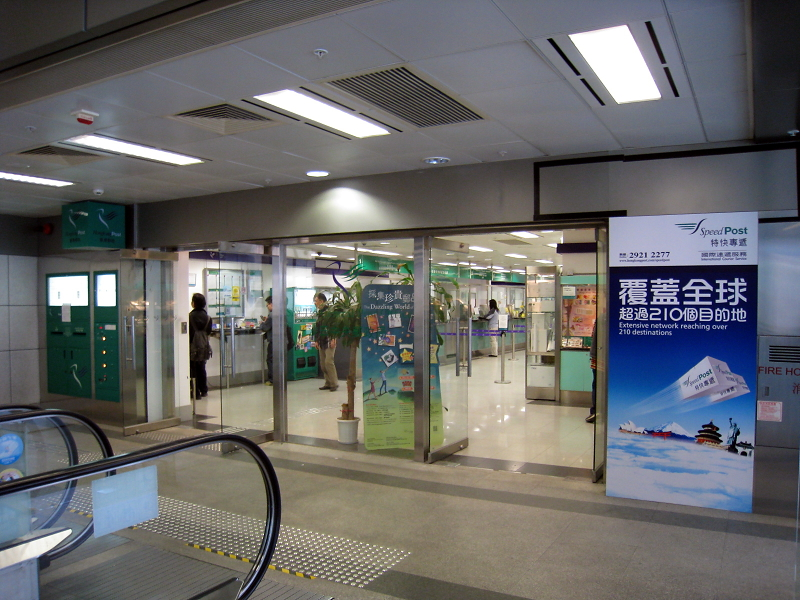
沙田中央郵政局
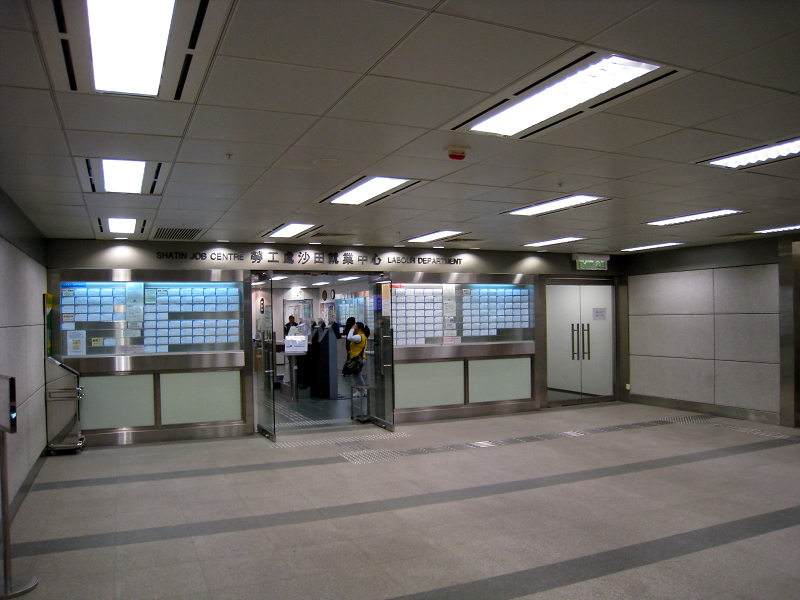
勞工處沙田就業中心
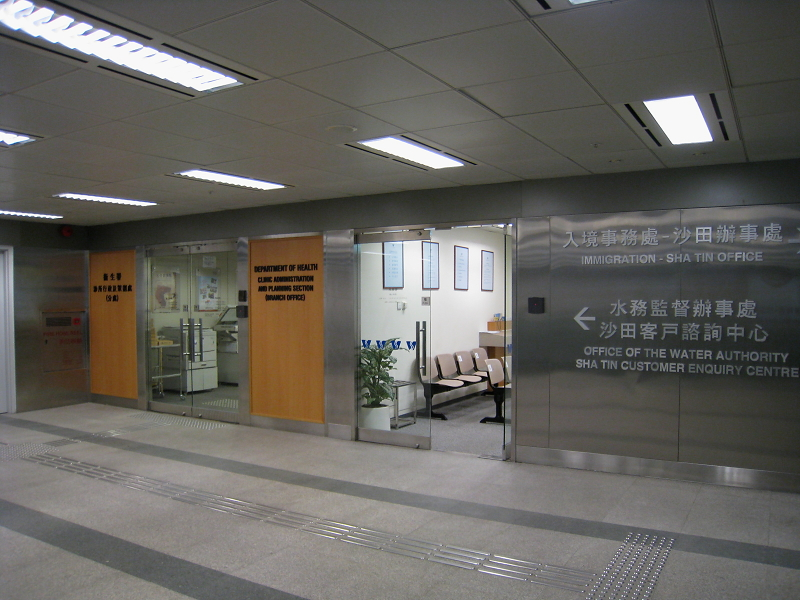
衛生署及水務署辦事處
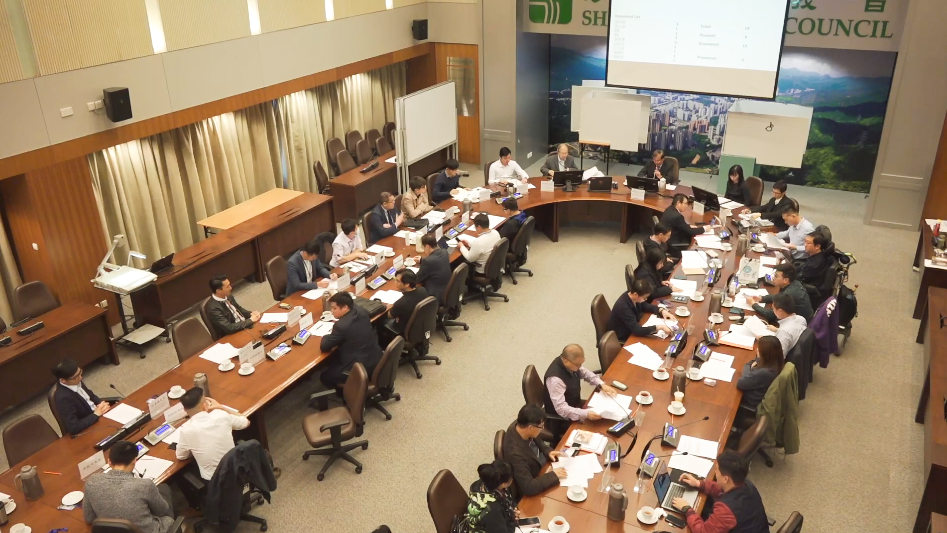
沙田區議會會議室